# Gerendkeresztúr
Gerendkeresztúr (románul: Grindeni) falu Romániában, Maros megyében.

## Története
1289-ben szerepel először oklevélben Keresztur néven, ekkor azonban lakatlan településként említik, így tehát valószínű, hogy  a tatárjárás idején pusztult el.
A falunak ekkor már fatemploma volt, amelyet a Szent Kereszt tiszteletére szenteltek fel. Az időközben újratelepült falu lakossága 1361-ben egy kőtemplomot építtet.
A reformáció idején a lakosság áttért a református vallásra.
1848 októberében román felkelők lemészároltak 200 magyar lakost és a falu templomát felégették. A templomot 1864-ben építették fel újra.
A trianoni békeszerződésig Torda-Aranyos vármegye Marosludasi járásához tartozott.

## Népessége
1850-ben 1219 lakosa volt, melyből 638 román, 489 magyar (40,1%), 92 cigány volt.
1910-ben 1341 lakosából 751 román, 543 magyar (40,4%), 5 német és 41 cigány volt.
2002-ben 597 lakosa volt, ebből 338 román, 239 magyar (40%) és 20 cigány nemzetiségű.

## Vallások
A falu lakói közül 319-en ortodox, 40-en görögkatolikus és 236-an református hitűek.